# Siebengewald
Siebengewald est un village situé dans la commune néerlandaise de Bergen, dans la province du Limbourg. Le 1er janvier 2005, le village comptait 2 162 habitants.